# Saturnino Calderón Collantes

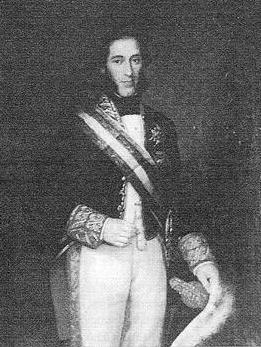
Saturnino Calderón Collantes.

Saturnino Calderón Collantes (Reinosa, 26 de febrero de 1799-París, 7 de octubre de 1864) fue un aristócrata y político español. Fue ministro de la Gobernación, ministro de Comercio, Instrucción y Obras Públicas, ministro de Estado y presidente interino del Consejo de Ministros.

## Biografía
Fue el hijo mayor de Manuel Santiago Calderón y Rodríguez-Fontecha, senador por Santander y su esposa Saturnina Collantes y Fonegra. Su hermano menor Fernando Calderón Collantes, marqués de Reinosa, también fue un importante político de la época.
Tras la muerte de Fernando VII fue diputado por Orense. Senador en 1838, será ministro de la Gobernación de la Península durante las regencias de María Cristina de Borbón-Dos Sicilias y de Espartero. En 1850 será ministro de Fomento en el gobierno Narváez, y en 1858 ministro de Estado, con el gobierno O'Donnell. Firma como tal, en 1861, el Tratado Comercial entre Marruecos y España. Las discusiones suscitadas como consecuencia de su defensa de la conducta del general Prim en la expedición a México le hacen dimitir en 1863. Se traslada a Francia al año siguiente donde fallece poco después.